# Samadhi Zendejas
Pour les articles homonymes, voir Zendejas.
Jill Samadhi Zendejas, née à Mexico le 27 décembre 1994, est une actrice mexicaine.

## Biographie
Samadhi Zendejas étudie l'art dramatique au Centre d'éducation artistique de Televisa.
Son frère, Adriano Zendejas, est également acteur. 

## Filmographie

### Télévision
- 2009-2010 : Atrévete a soñar
- 2010-2011 : La rosa de Guadalupe (trois épisodes) : 
  - « La trampa » : Imelda
  - « Plan maestro para hijos en vacaciones » : Miriam
  - « Recobrar la confianza » : Lili
- 2010 : Gritos de muerte y libertad (es)
- 2011 : Como dice el dicho (7 épisodes) : divers rôles
- 2011 : Esperanza del corazón : Abril Figueroa Guzmán
- 2016 : Un camino hacia el destino : Nadia
- 2017 : Mariposa de Barrio : Jenni Rivera jeune
- 2017 : Milagros de Navidad (épisode La pesadilla de Candelaria) : Candelaria
- 2018 : Enemigo íntimo : Mamba
- 2018 : Falsa identidad : Circe
- 2018 : El rey del Valle (es) : Rosario

## Prix
- Premios TVyNovelas 2010 : meilleure nouvelle actrice